# Roberto Bocus
Roberto Bocus (Venezia, 10 dicembre 1954) è un giocatore di curling italiano, giocatore del Curling Club 66 Cortina.
Originario di Cortina d'Ampezzo, ha fatto parte della nazionale italiana di curling partecipando nel 1978 al campionato mondiale disputato a Winnipeg, in Canada. Roberto è diventato campione d'Italia nel 1978.